# هيدرات الكلورال
هيدرات الكلورال هو مركب جيميني ثنائي الهيدروكسيل صيغته الكيميائية Cl₃C−CH(OH)₂، اُستخدم لأول مرة في ألمانيا خلال سبعينيات القرن التاسع عشر كمنوم ومهدئ. مع مرور الزمن، تم استبداله ببدائل أكثر أمانًا وفعالية، لكنه ظل مستخدمًا في الولايات المتحدة حتى السبعينيات على الأقل. يُستعمل أيضًا في بعض الأحيان كمادة كيميائية مختبرية وكمادة أولية. ويتم تحضيره عن طريق إضافة مكافئ واحد من الماء إلى كلورال (ثلاثي كلوروأسيتالدهيد).